# Jarlsberg
Jarlsberg er et gods og et stamhus udenfor Tønsberg i Vestfold fylke i Norge. Det blev oprindelig oprettet i 1673 for Peder Schumacher Griffenfeld under navnet Griffenfeldt grevskab . Dette var Norges andet, og sidste, grevskab. Ifølge adelsloven af 1821 ophørte Jarlsberg med at være grevskab da den sidste norske greve Peder Anker Wedel Jarlsberg døde i 1893. 

## Historie
Godset, der blev kaldt Jarlsberg Hovedgård, blev anlagt som Griffenfeldgård (også skrevet Griffenfeldtgård og Griffenfeld gård) hvor den gamle kongsgård og lensherreresidens Sem hovedgård havde ligget, 3 km nordvest for Tønsberg by. Griffenfeld faldt i 1676. Christian 5. lod da sin halvbror, Ulrik Frederik Gyldenløve overtage godset. I september 1683 solgte Gyldenløve til den tyske adelsmand baron Gustav Wilhelm von Wedel, som blev ophøjet i den dansk-norske lensgrevestand 4. januar 1684. Von Wedel er stamfar for slægten Wedel-Jarlsberg. Kommende generationer tog navnet Wedel Jarlsberg. 
Selve hovedgården eller slottet blev rejst på ny i 1699 efter en brand. Fra 1812 udbyggede greve Johan Caspar Herman Wedel-Jarlsberg slottet i empirestil til det det er i dag. Bygningerne blev fredet i 1939. På godset blev der også anlagt et prægtigt, men enkelt have- og parkanlæg.
Nær ved godset ligger den romanske stenkirke Sem kirke fra omkring 1100. På kirkens østside er der bygget et lille gravkapel for den wedelske familie. Nogle hundrede meter syd for hovedgården ligger Farmannshøjen som stammer fra jernalderen.

## I dag
Jarlsberg er det eneste af Norges grevskaber hvor efterkommerne af de oprindelige adelige ejere fortsat ejer og driver ejendommen. Nuværende ejer, Carl Nicolaus Wedel Jarlsberg, er trettende generation. Gården drives med 310 ha dyrket mark.
Slottet står næsten som i 1812, men med diverse forbedringer. I stueetagen i hovedbygningen findes søjlesalen som har været benyttet til koncerter. Riddersalen på første etage benyttes til private selskaber.
Det går offentlige turruter over ejendommen langs søen og gennem skovområdet Gullkronene, hvor der også er en privat gravlund.